# Леди Лилит
«Леди Лилит» — картина английского художника-прерафаэлита Данте Габриэля Россетти, изначально писавшаяся в период с 1866 по 1878 год с натурщицей Фанни Корнфорт, с 1872 по 1873 год художник переписал картину, тогда натурщицей стала Алекса Уайлдинг.
На картине изображена Лилит, первая жена Адама, «могущественная и злая искусительница». Существует предположение, что Россетти переписал лицо натурщицы по просьбе своего заказчика, коллекционера и арт-дилера Фредерика Лейланда. После смерти Лейланда картину купил Сэмюэл Бэнкрофт-младший, владелец одной из самых крупных коллекций произведений прерафаэлитов вне Великобритании. Бэнкрофт в 1935 году передал картину Художественному музею Делавэра.
Картина составляет диптих c работой 1866—70 годов «Сивилла Палмифера»: «Леди Лилит» представляет красоту тела, а «Сивилла Палмифера» — красоту души; на рамах обеих картин написаны сонеты авторства Россетти.
Акварель 1867 года Росетти, копия «Леди Лилит» с изображением Фанни Корнфорт сейчас находится в Метрополитен-музее.

## Информация о картине
В письме Фредерику Лейланду от 9 апреля 1866 года Россетти писал, что начал писать новую работу, которая станет одним из его лучших произведений. В 1866 году Лейланд выкупил «Леди Лилит», а в 1869 стал её владельцем; цена картины составила 472,1£. Сохранились два масштабных эскиза картины 1866 года и зарисовки, которые могли быть созданы ранее этой даты. На картине изображена Лилит, библейский персонаж — первая жена Адама, но это современная интерпретация героини. Девушка любуется собой в зеркале. Многие художники изображали таких нарциссических дев с зеркалами, но «Леди Лилит» считается олицетворением и стандартом этого типа картин.
Помощник Россетти Генри Треффри Данн, рассказывал, что финальной стадией написания картины был цветочный фон, для которого они приносили большие корзины роз из сада Джона Рёскина; предполагается, что именно Данн, а не Россетти позже воссоздал изображение «Леди Лилит» на бумаге цветной пастелью, хранящееся сейчас в Метрополитен-музее.
Историки расходятся во мнениях о том, кто стал инициатором замены лица натурщицы — Лейланд или Россетти. В 1872 году картина вернулась к художнику, и к декабрю следующего года он переписал лицо и отправил произведение назад Лейланду. На момент работы натурщице Алексе Уайлдинг было 27 лет, за работу Россетти платил ей 1£ в неделю. Ранее картину «Венера Вертикордия» Россетти также переписал, заменив изображение лица предыдущей натурщицы на лицо Алексы Уайлдинг.
Искусствоведы отмечают использование символизма цветов в картине — белые розы, символизируют чувственную любовь, также отражена традиция живописи, при которой розы становились красными при появлении Евы; мак в правом нижнем углу олицетворяет сон, забвение, томный и ленивый характер Лилит; наперстянки у зеркала могут символизировать неискренность.
Фигура Лилит часто значится символом феминистического движения, поскольку представляет собой сильную грозную женщину, доминирующую над мужчиной; на картине она сосредоточена на своей собственной красоте и одета не в традиционный утягивающий викторианский корсет, а в свободную одежду. Особую символику в этом плане представляют собой волосы. В своей книге «The Power of Women’s Hair in the Victorian Imagination» Элизабет Джиттер пишет, что чем больше внимания и места для изображения волос уделено на картине, тем сильнее сексуальный подтекст изображения; в народных преданиях, литературе и психоанализе пышные густые волосы являются знаком мощной сексуальности и даже распутства. Также в строках сонета Джиттер видит отсылку к кастрации:
Lo! as that youth's eyes burned at thine, so went 

Thy spell through him, and left his straight neck bent 

And round his heart one strangling golden hair.
.

## Сонеты Россетти

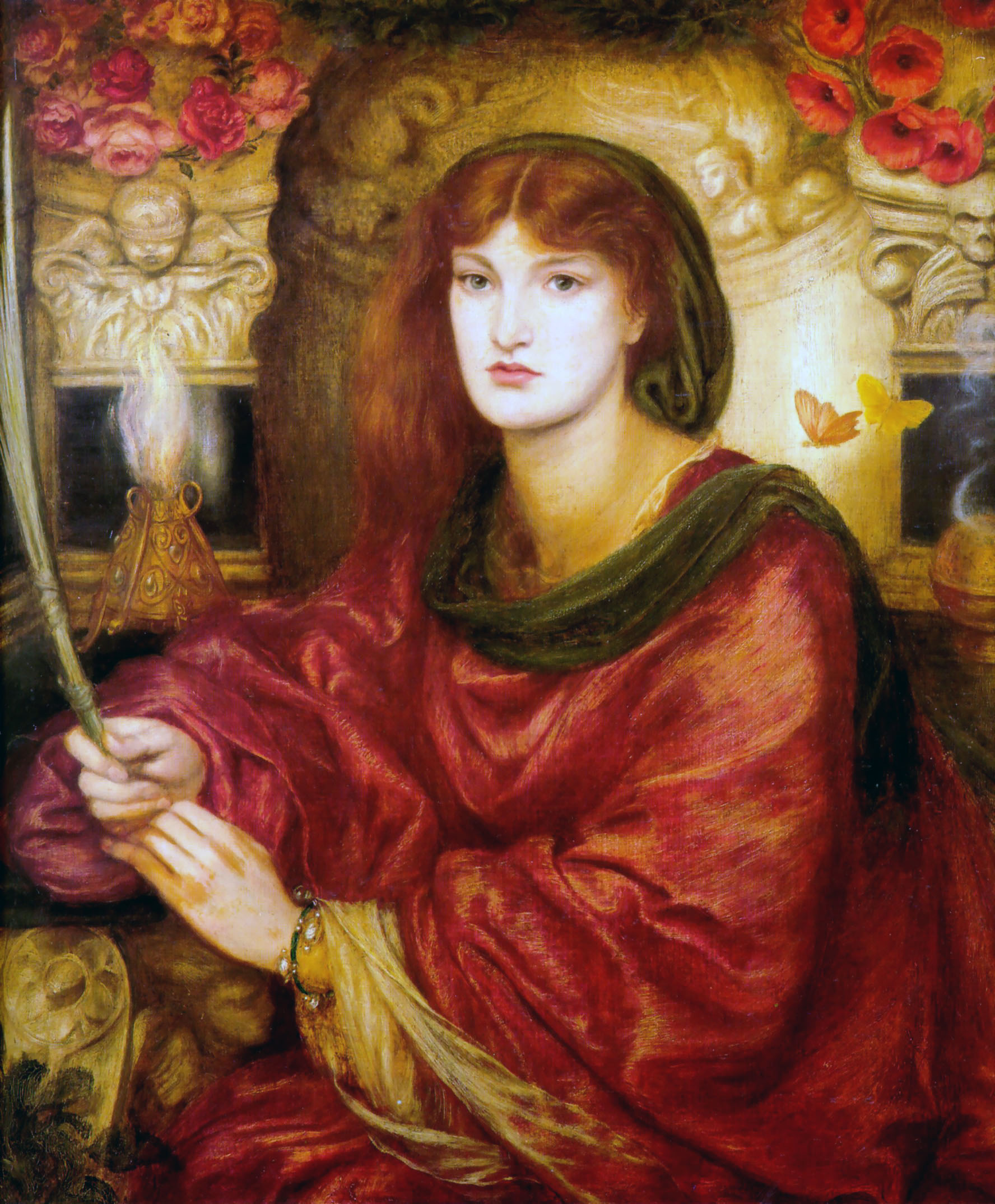
«Сивилла Палмифера», 1866—70, составляет диптих с «Леди Лилит».

С 1865 по 1870 годы Данте Габриэль Россетти работал над картиной «Сивилла Палмифера», натурщицей также была Алекса Уайлдинг. Картина была продана Джорджу Рею, Фредерик Лейланд также заказал для себя её копию, но она не была завершена. Слово «Palmifera» обозначает «несущая пальму»; в руке у модели изображён пальмовый лист. Сама по себе пальма и бабочки могут символизировать духовное начало, также цветочный символизм несут в себе красные розы и маки.
На раме картины начертан сонет авторства самого Россетти Красота души, на раме «Леди Лилит» же написан другой сонет. Пары картин и сонетов были впервые опубликованы вместе Алджерноном Чарльзом Суинбёрном в 1868 году. В 1870 стихотворения были опубликованы в сборнике Россетти «Сонеты для картин». В 1881 году Россетти переименовал сонет «Лилит» в «Красоту тела» и опубликовал два сонета рядом в книге «Дом жизни» тем самым напрямую объединив пару контрастных произведений.

## Выставки с участием картины
После покупки Фредерик Лейланд держал картину в своём кабинете вместе с пятью другими женскими портретами авторства Россетти. 28 мая 1892 года на аукционе Кристис американский коллекционер Сэмюэл Бэнкрофт-младший выкупил «Леди Лилит» за 525£, тогда же он приобрёл ещё четыре произведения Данте Габриэля Россетти, став обладателем одной из самых крупных коллекций произведений прерафаэлитов вне Великобритании. в 1935 году Бэнкрофт передал картину и всю свою коллекцию Художественному музею Делавэра.
В 1883 году картина выставлялась в Лондоне, в 1892 — в Филадельфии. В XX и XXI веках картина побывала на американских зарубежных выставках — в Ричмонде (1982), Токио (1990), Бирмингеме и Уильямстауне (2000), Лондоне, Ливерпуле и Амстердаме (2003). В 2012 году произведение выставлялось в Галерее Тейт, в 2013 — в Национальной галерее искусства Вашингтона.